# 오키도키 (노래)
〈오키도키〉(オキドキ 오키도키[*])는 SKE48의 7번째 싱글이다.